# نورزات نورتاوا
نورزات نورتاوا (به قرقیزی: Нурзат Нуртаева،  زادهٔ ۹ ژانویهٔ ۲۰۰۲) یک کشتی‌گیر آزادکار اهل کشور کره شمالی است.
از افتخارات وی می‌توان به کسب مدال نقره بازی‌های آسیایی ۲۰۲۲ اشاره کرد.